# Ongendus
Ongendus (Angantyr) var en dansk kung omnämnd av Alcuin.
Alcuin berättar i sitt helgonliv om Willibrord att han kring 710 lämnade frankerriket för att missionera bland friser och daner. Alcuin skriver att en Ongendus (Ungendus) härskade där, en man grymmare än alla vilda djur och hårdare än sten, som man sade. Willibrord blev vänligt och med hedersbetygelser emottagen, men folket ville inte anta kristendomen. Han tog då trettio pojkar med sig tillbaka till frankerriket, som han döpte på resan.
Han kan ha grundat Ribe, och var kanske den som förstärkte Danevirke 737.

## Fotnoter
1. ↑  Alcuin. De Vita Sancti Willibrordi. http://www.documentacatholicaomnia.eu/04z/z_0735-0804__Alcuinus__De_Vita_Sancti_Willibrordi_Trajectensis_Episcopi_Libri_Duo__MLT.pdf.html (på engelska Arkiverad 26 mars 2012 hämtat från the Wayback Machine., kap IX på danska Arkiverad 16 januari 2008 hämtat från the Wayback Machine.)
2. ↑   Bjørn Myhre (2003). ”The Iron Age”. The Cambridge History of Scandinavia. sid. 87. ISBN 0521472997
3. ↑   Inge Skovgaard-Petersen (2003). ”The making of the Danish kingdom”. The Cambridge History of Scandinavia. ISBN 0521472997